# Moralteologi
Moralteologi kallas den disciplin inom etiken, nära kopplad till kristen etik, som undersöker moralens relation till den kristna tron. Moralteologin behandlar frågor om vad det moraliskt innebär att leva ett kristet liv.